# Gil Gerard
Gilbert Gerard, detto Gil (Little Rock, 23 gennaio 1943), è un attore statunitense, noto soprattutto per il ruolo del capitano William Rogers nella serie televisiva Buck Rogers.

## Biografia
Gerard è nato a Little Rock, Arkansas, da una madre istruttrice universitaria e da un padre venditore. Nel 1960 ha frequentato il Maryknoll Seminary, a Glen Ellyn (Illinois) e ha interpretato il ruolo principale in una produzione tutta maschile di The Music Man. Si è diplomato alla Little Rock Catholic High School for Boys e in seguito ha frequentato la University of Central Arkansas, che ha abbandonato prima della laurea.

## Carriera
Gerard è stato impiegato come chimico industriale e nel giro di pochi anni dall'inizio è diventato direttore regionale di una grande azienda chimica guidata dal governatore Winthrop Rockefeller. I datori di lavoro di Gerard hanno detto che lo avrebbero nominato vice presidente dell'azienda se avesse preso un master: perciò si è dimesso piuttosto che spiegare che non aveva una laurea. 
Poi è andato a New York City dove ha studiato recitazione di giorno e ha guidato un taxi di notte. Gerard raccolse un biglietto che mostrava un vivo interesse per i problemi di attori sconosciuti e disoccupati. Prima di lasciare il taxi, disse a Gerard di fare rapporto in pochi giorni sul set di Love Story, che era stato girato sul posto a New York. Quando Gerard è arrivato sul set di Love Story è stato assunto come comparsa. Più tardi quel giorno, è stato scelto per un ruolo "piccolo", ma il suo ruolo non è stato incluso nel film finito.
Negli anni successivi ha recitato la maggior parte della sua recitazione in spot televisivi, quasi 400, incluso un periodo come portavoce della Ford Motor Company. Dopo piccoli ruoli nel film a tema gay Some of My Best Friends Are ... (1971) e nel thriller Man on a Swing (1974), Gerard ha ottenuto un ruolo di primo piano nella soap opera diurna The Doctors per due anni. Gerard ha formato la sua società di produzione in collaborazione con uno scrittore-produttore, è coautore di una sceneggiatura chiamata Hooch (1977) e l'ha filmata come un veicolo da protagonista per se stesso. Con Hooch completato, si è recato in California per recitare con Yvette Mimieux in Riscatto per Alice! (1977) e per interpretare il giovane amante di Lee Grant in Universal's Airport '77 (1977). È apparso in un episodio del 1977 di Hawaii Five-O ("Il nono passo") nei panni di Marty Cobb, un ex poliziotto e alcolista in via di recupero. L'apparizione come ospite in Little House on the Prairie ha colpito il produttore-star Michael Landon, che lo ha scelto per il ruolo principale nel film TV del 1978 Killing Stone.
Gerard ha poi ottenuto il suo ruolo più noto, come il capitano William "Buck" Rogers nella serie TV Buck Rogers in the 25th Century che andò dal 1979-81, con l'episodio pilota del lungometraggio uscito nelle sale alcuni mesi prima della prima trasmissione della serie. Successivamente è apparso in una serie di altri programmi TV e film, inclusi i ruoli da protagonista nel film TV del 1982 Hear No Evil as Dragon, la serie di breve durata Sidekicks (1986) e EARTH Forza (1990).
Nel 1992 ha recitato nella serie televisiva Code 3, che ha seguito i vigili del fuoco di diverse aree degli Stati Uniti mentre rispondevano alle chiamate di emergenza. Lo spettacolo è andato in onda sulla Fox TV Network fino all'anno successivo. Per il resto degli anni '90 Gerard è apparso come ospite in vari programmi televisivi, tra cui Fish Police, Brotherly Love, The Big Easy, Days of Our Lives e Pacific Blue.
Nel gennaio 2007 è stato oggetto del documentario di un'ora Action Hero Makeover su Discovery Health Channel, che ha documentato i suoi progressi durati un anno dopo aver subito un intervento chirurgico di bypass mini- gastrico salvavita nell'ottobre 2005. Secondo il programma, lui aveva lottato con il suo peso per 40 anni, perdendo peso ma poi riprendendolo. Al momento della produzione del programma il suo peso era salito a oltre 159 kg e aveva molti problemi di salute potenzialmente letali, incluso un grave problema con il diabete di tipo 2. Entro cinque giorni dall'intervento aveva perso 9 kg, in tre mesi aveva perso 36 kg e in dieci mesi un totale di 66 kg.
Gerard e la co-protagonista di Buck Rogers Erin Gray hanno recitato assieme nel film TV Nuclear Hurricane del 2007, e sono anche tornati nell'universo di Buck Rogers interpretando i genitori dei personaggi nell'episodio pilota della serie di video su Internet Buck Rogers Begins di James Cawley nel 2009.
Gerard ha recitato nel ruolo dell'ammiraglio Jack Sheehan in "Kitumba", l'episodio del 1 gennaio 2014 della serie web dei fan Star Trek: Phase II .
Nel 2015 ha doppiato Megatronus in Transformers: Robots in Disguise .

## Vita personale
Alla fine degli anni '80, Gerard era stato sposato e divorziato quattro volte. Il suo primo matrimonio, negli anni '60, con una segretaria nel suo stato natale dell'Arkansas, durò solo otto mesi. Dopo essersi trasferito a New York per perseguire le sue ambizioni di recitazione, il suo secondo matrimonio con una dirigente di banca fu ugualmente travagliato anche se durò (a intermittenza) per sette anni. Dopo il suo trasferimento a Los Angeles alla fine degli anni '70, sposò la modella/attrice Connie Sellecca nel 1979. Il loro figlio nacque nel 1981, ma il matrimonio iniziò a disintegrarsi in seguito alla cancellazione dello spettacolo di Gerard Buck Rogers in the 25th Centuryed alla sua crescente dipendenza da droghe, alcol e da eccesso di cibo. Il matrimonio fu formalmente sciolto nel 1987, a seguito di un'aspra battaglia per l'affidamento che diede a Sellecca l'affidamento principale del figlio. Gerard si risposò nello stesso anno, con l'interior designer Bobi Leonard, anche se il matrimonio durò solo un anno e fu poi formalmente sciolto nel 1989.
Gerard è stato franco sulla sua battaglia contro le dipendenze. Nonostante fosse guarito dalla dipendenza da cocaina e alcol, in seguito al divorzio da Sellecca a metà degli anni '80, le sue abitudini alimentari compulsive aumentarono e si trovò a divorare enormi porzioni di cibo da asporto fritto, insieme a litri di gelato e biscotti. Nel 1988 pesava 136 kg e usava un trattamento di auto-aiuto per la sua dipendenza, sebbene stimasse che il suo problema di peso gli fosse costato opportunità di lavoro nella regione di un milione di dollari. Nel 1990, dopo essere dimagrito a 100 kg, è tornato alla televisione di rete con lo spettacolo EARTH Force, ma la serie è stata di breve durata.
Gerard ha fatto parte del consiglio di "People in Progress" nella contea di Los Angeles, in California, che si occupava di donne e bambini senza tetto. È anche attivo con Special Olympics e altre cause incentrate sui bambini. 

## Filmografia

### Film
| Anno | Titolo                                      | Ruolo                             | Appunti                                 |
| ---- | ------------------------------------------- | --------------------------------- | --------------------------------------- |
| 1971 | Alcuni dei miei migliori amici sono ...     | Scott                             |                                         |
| 1974 | Un uomo su un'altalena                      | Donald Forbes                     |                                         |
| 1977 | Aeroporto '77                               | Frank Powers                      |                                         |
| 1977 | Hooch                                       | Eddie Joe                         |                                         |
| 1979 | Buck Rogers nel 25 ° secolo                 | Il capitano William "Buck" Rogers |                                         |
| 1985 | Ansia di libertà                            | Ufficiale                         |                                         |
| 1991 | Fortuna del soldato                         | Robert E. Lee Jones               | Titolo alternativo: Soldiers of Fortune |
| 1996 | Alla ricerca di Bruce                       | Richard                           |                                         |
| 1998 | Mamma, posso tenerla?                       | Reinhart                          | Direct-to-video                         |
| 1999 | Mente fuggitiva                             | Karl Gardner                      | Direct-to-video                         |
| 2000 | La figliastra                               | Jesse Conner                      | Direct-to-video                         |
| 2001 | Air Rage                                    | Victor Quinn                      | Direct-to-video                         |
| 2007 | Massacro della capanna di Psycho Hillbilly! | Narratore (voce)                  | Film corto                              |
| 2009 | Meta lupo                                   | Col. Hendry                       | Titolo alternativo: Dino Wolf           |
| 2012 | Blood Fare                                  | Professor Meade                   |                                         |
| 2014 | Audacemente andato                          | Ben (voce)                        | Film corto                              |
| 2016 | The Nice Guys                               | Bergen Paulsen                    |                                         |
| 2016 | Surge of Power: Revenge of the Sequel       | Harold Harris                     |                                         |

### Televisione
| Anno      | Titolo                           | Ruolo                          | Appunti                                          |
| --------- | -------------------------------- | ------------------------------ | ------------------------------------------------ |
| 1973-1976 | I dottori                        | Dr. Alan Stewart               | 162 episodi                                      |
| 1976      | Baretta                          | Steve                          | Episodio - "Dear Tony"                           |
| 1977      | Riscatto per Alice!              | Clint Kirby                    | Film TV                                          |
| 1977      | La casa nella prateria           | Chris Nelson                   | Episodio - "Un uomo tuttofare"                   |
| 1977      | Hawaii Five-O                    | Marty Cobb                     | Episodio - "Il nono passo"                       |
| 1978      | Killing Stone                    | Gil Stone                      | Film TV                                          |
| 1979–81   | Buck Rogers nel 25 ° secolo      | Capitano William "Buck" Rogers | 37 episodi                                       |
| 1982      | Aiuto ricercato: maschio         | Johnny Gillis                  | Film TV                                          |
| 1982      | Non solo un altro affare         | Bob Gifford                    | Film TV                                          |
| 1982      | Non sentire il male              | Drago                          | Film TV                                          |
| 1983      | Johnny Blue                      | Johnny Blue                    | Episodio pilota TV                               |
| 1984      | Per amore o per soldi            | Mike                           | Film TV                                          |
| 1984      | Mostri, pazzi e macchine         | Ospite                         | Documentario                                     |
| 1985      | Stormin 'Home                    | Bobby Atkins                   | Film TV                                          |
| 1985      | Aeroporto internazionale         | David Montgomery               | Film TV                                          |
| 1986–87   | Sidekicks                        | Sergente Jake Rizzo            | 23 episodi                                       |
| 1989      | Usignoli                         | Dr. Paul Petrillo              | 5 episodi                                        |
| 1989      | Ultimo avviso                    | Harry Stoner                   | Film TV                                          |
| 1990      | EARTH Force                      | Dr. John Harding               | 6 episodi                                        |
| 1992      | Pesce Polizia                    | Voci aggiuntive                | Episodi sconosciuti                              |
| 1996      | Amore fraterno                   | Big Mike                       | Episodio - "Big Mike"                            |
| 1997      | The Big Easy                     | Mickey Donelley                | Episodio - "Un giorno perfetto per Buffalo Fish" |
| 1997      | Giorni delle nostre vite         | Maggiore Dodd                  | Episodi sconosciuti                              |
| 1998      | Pacific Blue                     | Raymond Annandale              | Episodio - "Double Lives"                        |
| 2006      | Al di là                         | Generale Walter North          | Film TV                                          |
| 2007      | Uragano nucleare                 | Bob                            | Film TV                                          |
| 2008      | Mangiatore di ossa               | Big Jim Burns                  | Film TV                                          |
| 2009      | Reptisaurus                      | Generale Morgenstern           | Film TV                                          |
| 2009      | Città fantasma                   | Predicatore McCready           | Film TV                                          |
| 2011      | Il San Valentino perduto         | Neil Thomas Robinson Jr.       | Film TV                                          |
| 2013      | Star Trek New Voyages: Fase II   | Ammiraglio Sheehan             | Episodio - "Kitumba"                             |
| 2014      | Drop Dead Diva                   | George Blund                   | Episodio - "Speranza e gloria"                   |
| 2015      | Transformers: Robots in Disguise | Megatronus (voce)              | 3 episodi                                        |

## Doppiatori italiani
Nelle versioni in italiano delle opere in cui ha recitato, Gil Gerard è stato doppiato da:
- Germano Longo in Buck Rogers, L'ultimo cavaliere elettrico
- Romano Ghini in Airport '77
- Giorgio Locuratolo ne La casa nella prateria
- Alarico Salaroli in Una gorilla da salvare